# Alternativa medier
Alternativa medier kallas medier (tidningar, radio, tv, filmer, internet etcetera) som i sina ståndpunkter vill profilera sig som alternativ till etablerade medier och deras synsätt. Alternativa medier vill ofta utmana makthavare, representera marginaliserade grupper, och främja samarbete mellan intressenter med liknande syfte. I svensk debatt förknippas benämningen ”alternativmedier” ofta med invandringskritiska och främlingsfientliga kritiker av det politiska och mediala etablissemanget.
I Sverige är ”alternativmedier” ofta en självpåtagen benämning som används av dem som vill uttrycka att de står i motsats till traditionella medier (”gammalmedia”), eftersom alternativmedieaktörerna anser att traditionella medier brister i sin bevakning av samhället. Alternativa medier skiljer sig från traditionella medier på en eller flera av följande punkter: innehåll, estetik, produktionssätt, distributionssätt, och relationen till sin publik.

## Teorier
Begreppet alternativa medier används olika av olika teoretiker. Enligt sociologen Dieter Rucht är alternativa medier när personer tar saken i egna händer och skapar egna mediekanaler som främst riktar sig till de egna leden. När en aktör istället använder sig av befintliga kanaler men anpassar innehåll efter sina syften kallar han det anpassning. Inom alternativa medier tar utövarna makten över representationen och kan helt själva styra över hur det egna budskap framställs. Detta skiljer alternativa medier från medieanpassning där aktioner eller händelser iscensätts med syftet att dra massmediernas intresse till sig.
De alternativa medierna blir också en slags offentlighet eller forum där olika rörelser kan mötas och kommunicera och diskutera sina frågor.

## Exempel på alternativa medier
Äldre proteströrelser som exempelvis röda arméfraktionen ägnade sig åt anpassning till medier och inte alternativa medier. Det vill säga de påverkade innehållet i nyheterna men inte själva kanalerna och ses därför inte som ett uttryck för alternativa medier. Exempel på alternativa medier enligt en av de gängse definitionerna är däremot Indymedia, ett globalt nyhetsnätverk som vem som helst kan publicera nyheter i och som har sitt ursprung i protesterna mot Världshandelsorganisationen WTO:s toppmöte i Seattle 1999. Här tar man inte bara kontroll över innehåll utan även hur det framställs. Genom att använda sig av en så kallad öppen publiceringsform så bjuder Indymedia in personerna som besöker hemsidan att skriva och publicera sina egna nyheter. Besökaren uppmanas på detta sätt att bli skribent och genom detta utmanas det symboliska maktförhållande som är inlindat i medieringen, (makten över representationen och makten över informationen).
Ytterligare exempel på alternativa medier kan vara fanzines och undergroundpress; piratradio och videoaktivism; bloggar och medborgarjournalistik på nätet. 
Medieteoretikern Leah Lievrouw menar att Wikipedia tillhör en genre av alternativa medier som manifesterar en utmaning av ämnesexperters roll och särskilda ställning som auktoriteter på kunskap samt även ägandeförhållandet och den traditionella kontroll som funnits av information och medieinnehåll.

## Medieforskning
På senare tid har medieforskningen på allvar fått upp ögonen för, och framförallt utvecklat en begreppsapparat för att studera och förstå, den här typen av mediala uttryck. Både i dess roll för kommunikation bland sociala rörelser och proteströrelser och i dess funktion för kulturella och motkulturella strömningar.[källa behövs]

## Alternativa medier i Sverige

### Invandringskritiska
I Sverige avser begreppet alternativmedier ”en självpåtagen benämning som signalerar ett motsatsförhållande gentemot de traditionella medierna (’gammelmedia’), som av många verksamma skribenter inom denna sfär anses brista i sin bevakning av samhället genom att till exempel undvika att rapportera om sociala problem relaterat till invandring”.
Följande nätbaserade och undantagsvis tryckta svenska publikationer betecknades 2017 som ”invandringskritiska alternativmedier” av Totalförsvarets forskningsinstitut:
- Samhällsnytt (tidigare Avpixlat)
- Motgift
- Nordfront
- Nordisk Ungdom
- Nya Tider
- Nyheter Idag

Ytterligare nätbaserade medier som 2016 betecknades som invandringskritiska alternativmedier av medie- och kommunikationsforskaren Kristoffer Holt:
- Dispatch International
- Exponerat
- Fria Tider
- Granskning Sverige
- Ledarsidorna
- Samtiden
- Thoralf Alfssons blogg
- Tino Sanandajis blogg
- Tobbes Medieblogg

Tidskriften Expo har betecknade 2015 och 2016 dessa medier som alternativmedier:
- Motpol[8]
- Swebbtv[9]

Researchgruppen (Garm, Grävande antifascistiskt magasin) betecknade 2021 följande medier som alternativmedier:
- Nya Dagbladet
- Nya Riks (tidigare Fri Kurir)

Andra medier som betecknats som alternativmedier är:
- Det goda samhället[11]
- Exakt24[12]

### Vidare definition
En vidare definition av alternativa nyhetsmedier tillämpas i en forskningsstudie från Roskilde universitet   2023, där de delas in i tre åsiktsriktningar: antisystemiska, vänsterorienterade och högerorienterade. Där ges definitionen "ett utropat och/eller (själv)uppfattat korrigerande, som motsätter sig den allmänna tendensen hos det offentliga samtalet som härrör från vad som uppfattas som dominerande mainstreammedia i ett givet system". Studien analyserar hur motståndet mot statliga restriktioner i samband med covid-19 påverkade alternativa nyhetsmedier i fyra länder, och listar följande svenskspråkiga alternativa nyhetsmedier:
| Publikation            | Åsiktsriktning | Antal delade artiklar 2019 till 2021 | Webbplats                  |
| ---------------------- | -------------- | ------------------------------------ | -------------------------- |
| Epoch Times Sweden     | Antisystemisk  | 8 695                                | epochtimes.se/             |
| Fria Sidor             | Antisystemisk  | 6                                    | friasidor.is/              |
| News Voice             | Antisystemisk  | 3 918                                | newsvoice.se/              |
| Vaken.se               | Antisystemisk  | 4 127                                | www.vaken.se/              |
| Nya Dagbladet          | Antisystemisk  | 3 779                                | nyadagbladet.se/           |
| Arbetaren              | Vänster        | 3 364                                | www.arbetaren.se/          |
| Direkt Aktion          | Vänster        | 21                                   | direktaktion.nu/           |
| Feministisk Perspektiv | Vänster        | 1 069                                | feministisktperspektiv.se/ |
| Flamman                | Vänster        | 1 255                                | flamman.se/                |
| Proletären             | Vänster        | 2 208                                | proletaren.se/             |
| Syre                   | Vänster        | 5 891                                | tidningensyre.se/          |
| Bulletin               | Höger          | 2 464                                | bulletin.nu/               |
| Det Goda Samhället     | Höger          | 9 705                                | detgodasamhallet.com/      |
| Exakt24                | Höger          | 1 109                                | exakt24.se/                |
| Folkungen              | Höger          | 193                                  | folkungen.se/              |
| Fria Tider             | Höger          | 3 549                                | www.friatider.se/          |
| Ledarsidorna           | Höger          | 3 750                                | ledarsidorna.se/           |
| Nationalisten          | Höger          | 132                                  | www.nationalisten.se/      |
| Nordfront              | Höger          | 1 135                                | nordfront.se/              |
| Nya Tider              | Höger          | 2 092                                | www.nyatider.nu/           |
| Nyheter Idag           | Höger          | 5 649                                | nyheteridag.se/            |
| Nyhetsbyrån            | Höger          | 4 542                                | nyhetsbyran.org/           |
| Radio Svegot           | Höger          | 4 129                                | www.svegot.se/             |
| Riks                   | Höger          | 1 540                                | riks.se/                   |
| Samhällsnytt           | Höger          | 10 279                               | samnytt.se/                |
| Samtiden               | Höger          | 3 669                                | samtiden.nu/               |

1. ↑  Antal artiklar som publicerades online januari 2019 till september 2021 och delades minst en gång i sociala medier.

### Självdefinition som alternativmedier
Chefredaktörerna för fem tidningar och nättidningar – Samhällsnytt, Fria Tider, Nya Tider, Exakt24, och Nyheter Idag – har i ett gemensamt uttalande sagt sig representera ”de största alternativmedierna i Sverige”.
Även Vaken.se beskriver sig som ”alternativmedia”.